# Transportes da Mongólia
Transportes da Mongólia refere-se a estrutura de transportes encontrada na Mongólia, país da Ásia Oriental com capital em Ulan Bator, e habitado por 3 179 997 habitantes, conforme estimativas de 2012.

## Ferroviário
A Ferrovia Trans-Mongoliana liga a Transiberiana de Ulan-Ude, na Rússia a Erenhot (Mongólia) e Pequim, na China, passando pela capital mongol, Ulan Bator. O trajeto da ferrovia na Mongólia percorre 1.110 quilômetros. A linha também conecta Darhan com as minas de cobre de Erdenet e Ulan Bator com as minas de carvão de Baganuur.
Uma linha ferroviária separada se encontra no leste do país, entre Choibalsan e a Transiberiana na Borzya. No entanto, essa linha está fechada para passageiros a partir da cidade de Chuluunkhoroot. Para o transporte interno, viagens de trens diárias são oferecidas a partir de Ulan Bator para Darkhan, Sukhbaatar e Erdenet, bem como para Zamyn-uud, Coro e Sainshand. A Mongólia possui um total de 1.810 quilômetros de ferrovia. Em 2007, o transporte ferroviário era responsável por 93% do frete executado na Mongólia e 43% do volume de passageiros.

## Rodoviário
Em 2007, cerca de 2.600 quilômetros da rede rodoviária da Mongólia estavam pavimentadas. Mais de 3.900 quilômetros estão em estrutura de cascalho ou de outra forma, incluindo sem nenhuma pavimentação. Esta rede de estradas pavimentadas foi ampliada para 4.800 quilômetros em 2013, com 1.800 quilômetros concluídos somente em 2014. Entre as principais estradas estão a que liga Ulan Bator às fronteiras russas e chinesas, de Ulan Bator para Kharkhorin e Bayankhongor, de Ulan Bator para o sul até Mandalgovi, de Lün para Dashinchilen, bem como a estrada de Darhan para Bulgan, via Erdenet.
A construção de uma estrada leste-oeste está em andamento (a chamada Millennium Road), que incorpora a estrada de Ulan Bator para Arvaikheer, além da extensão da estrada Darhan-Bulgan para além de Bulgan. Empresas de ônibus e microônibus particulares oferecem serviço a partir de Ulan Bator para a maioria das principais cidades mongóis. Em setembro e dezembro de 2014, as estradas que ligam Dalanzadgad à Ömnögovĭ e Mörön à Khuvsgul foram concluídas.

## Aéreo
O Aeroporto Internacional Chinggis Khaan, em Ulan Bator, é o principal aeroporto da Mongólia, que oferece voos internacionais. Há outros aeroportos que têm status internacional, tais como os de Choibalsan e Khovd, que conectam-se com cidades chinesas próximas. Em 2014, o Aeroporto Internacional Chinggis Khaan movimentou 1 019 102 passageiros.
A partir de 2013, as transportadoras aéreas nacionais como a MIAT Mongolian Airlines, Eznis Airways (suspendeu sua operação em 22 de maio de 2014) Aero Mongolia, Hunnu Air, bem como transportadoras aéreas internacionais, como Aeroflot, Korean Air, Air China e Turkish Airlines estão oferecendo serviços de voo regulares. Companhias aéreas nacionais, com excepção da MIAT Mongolian Airlines, oferecem serviços regulares entre Ulan Bator e aeroportos de menor porte no país. Os vôos domésticos são operados usando aeronaves Fokker 50, Saab 340, Airbus 319 e Bombardier Q Series.
Ulan Bator pode ser acessada com voos regulares de grandes cidades como Moscou, Berlim, Frankfurt, Pequim, Hong Kong, Singapura, Xangai (descontinuado em outubro de 2013), Seul, Tóquio, Osaka (servido apenas no verão), Bangkok (descontinuado pelo Hunnu Air), Istambul e Bisqueque. Em junho de 2014, a Hunnu Air lançou o seu voo anunciado anteriormente para Paris, mas interrompeu-o pouco depois.